# Hannes Kaasik
Hannes Kaasik (11. august 1978) er en estisk fodbolddommer. Han har dømt internationalt under det internationale fodboldforbund FIFA siden 2006, hvor han er indrangeret som kategori 1-dommer, der er det næsthøjeste niveau for internationale dommere. Han har dømt i UEFA Champions League og UEFA Europa League siden sæsonen 2009–10. Han dømte under kvalifikationen til VM 2010 i kampen mellem San Marino og Tjekkiet, i august 2008.

## Kampe med danske hold
- Den 12. januar 2010: Kvalifikation til Europa League: OB – Getafe 1-1.
- Den 6. august 2009: Kvalifikation til Europa League: OB – Rabotnicki 3-0.
- Den 1. oktober 2009: Gruppespillet i Europa League: København – Sparta 1-0.